# L'Association
Pour les articles homonymes, voir association.
L'Association est une maison d'édition française de bande dessinée, fondée en mai 1990 par Jean-Christophe Menu, Lewis Trondheim, David B., Mattt Konture, Patrice Killoffer, Stanislas et Mokeït (ce dernier s'en retirant peu après). Issue directement de l'AANAL et de Labo, et indirectement de Futuropolis, elle fait partie de la bande dessinée alternative des années 1990 et 2000 en gardant le statut associatif de ses débuts.
Elle se signale par la diversité et l'originalité de ses projets (de Comix 2000 à L'Éprouvette), par la qualité formelle (matériaux comme mise en page sont pensés avec soin) de ses ouvrages, en contrepartie souvent chers. Elle a contribué à développer le travail de ses fondateurs, ou d'autres auteurs aujourd'hui reconnus du grand public tels que Joann Sfar ou Marjane Satrapi.[réf. souhaitée]
Elle a également réédité Massimo Mattioli, Gébé, Charlie Schlingo ou Jean-Claude Forest et a publié ce qu'elle estime les meilleures œuvres d'Edmond Baudoin, depuis 1995.

## Histoire

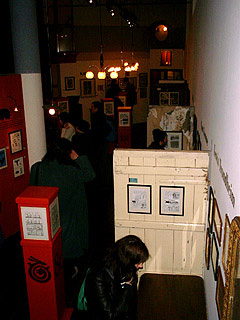
Exposition l'Association à Angoulême en 2000.

### La naissance de l'Association
En prenant appui sur les expériences les plus enthousiasmantes des décennies précédentes (éditions du Square ou Futuropolis, revues (À suivre) et Charlie), refusant de se cantonner au fanzinat, l'Association a en quelques années élaboré une manière particulière d'éditer de la bande dessinée : des auteurs au pouvoir, des pratiques de distribution originales (abandonnées sous pression de la Fnac)[réf. souhaitée], un noir et blanc exigeant (et non synonyme de manque d'argent), des formats très divers.

### Croissance
Une exposition rétrospective d'envergure a été consacrée en 2000 à cet éditeur à l'occasion du Festival International de la bande dessinée d'Angoulême.

### Le succès avecPersépolis(2001-2005)
Persepolis est une série de bande dessinée autobiographique en noir et blanc de Marjane Satrapi dont les quatre volumes ont été publiés par L'Association entre 2000 et 2003.

### Séparations, continuation (depuis 2005)
Dans son essai Plates-Bandes (2005), Jean-Christophe Menu revient sur ces années et évoque ses craintes quant à l'avenir : le succès de livres tels que Persépolis a fortement impressionné des éditeurs traditionnels qui chercheraient d'après lui à occuper le créneau de la bande dessinée « indépendante » avec des productions insincères.
Après le départ de David B. au printemps 2005, Lewis Trondheim décide à l'automne 2006 de quitter l'Association, suivi peu après par Stanislas et Killoffer. Par ailleurs, Joann Sfar annonce qu'il ne publiera plus de livre chez l'éditeur. Le « comité de rédaction » est alors dissous ; depuis l'origine il était composé des fondateurs de L'Association.
Après la fermeture du Comptoir des indépendants, la suppression de trois ou quatre postes sur les sept salariés de l'éditeur est annoncée. Les salariés de l’Association se mettent en grève le 10 janvier 2011,. Joann Sfar qualifie à cette occasion la direction de l'éditeur comme étant une « dictature ». La grève se termine un mois plus tard avec la promesse que les licenciements seront réexaminés et l'annonce d'une prochaine assemblée générale. À la suite de cette assemblée générale qui s'est tenue le 11 avril 2011, on retrouve à la tête de L'Association les cofondateurs qui l'avaient quitté quelques années auparavant (président : David B. ; secrétaire : Killoffer ; trésorier : Lewis Trondheim), tandis que Jean-Christophe Menu annonce qu'il quitte L'Association pour fonder une nouvelle maison d'édition, L'Apocalypse. Céline Merrien assure l'animation du comité de lecture. David B., Mattt Konture, Patrice Killoffer, Étienne Lécroart, Lisa Mandel, Jochen Gerner, François Ayroles et Jérome Mulot en sont membres.

#### Codes-barres
L'Association avait toujours refusé la présence de codes-barres sur ses livres, pour conserver la cohérence graphique de chaque volume, y compris en quatrième de couverture, et pour que les choix artistiques de la maquette ne soient pas bridés par l'obligation de faire une place à cet élément relevant du seul marketing. Cherchant à répondre au souhait des libraires, pour qui les codes-barres sont utiles, l'Association avait décidé d'imprimer les codes-barres sur autocollants, lesdits autocollants étant assortis de ce texte explicatif :

« L’association se refusant à imprimer sur ses livres des « codes-barres » tout aussi inesthétiquement disgracieux qu’éthiquement déplaisants ; et devant néanmoins, pour des raisons de logistique devenus inévitables, se résoudre à les faire figurer sur ses ouvrages au moyen d’étiquettes autocollantes, vilaines, onéreuses et agaçantes ; tient à préciser que lesdites étiquettes ont été étudiées pour que leur colle n’abîme pas la couverture des livres, et qu’il est donc du devoir du lecteur de les décoller du livre après acquisition, puis de les détruire avec rage et jubilation en chantant à tue-tête : “L’humanité ne sera heureuse que le jour où le dernier bureaucrate aura été pendu avec les tripes du dernier capitaliste !” »

Dès ses premières publications en août 2011 (Viva la vida d'Edmond Baudoin et Troubs et La Bande à Foster de Conrad Botes & Ryk Hattingh), le nouveau bureau imprime les codes-barres sur la quatrième de couverture des livres. Lewis Trondheim s'en explique, sur le blog de l'Association, dans un paragraphe intitulé Fichus codes-barres : 

« L’impression des étiquettes codes-barres auto-collantes coûtant entre 15 000 et 20 000 euros par an à l’Association, il a été décidé d’économiser cet argent et d’imprimer les codes-barres sur les livres. Que ceux qui veulent pendre des bureaucrates avec les tripes des fonctionnaires ou inversement s’en chargent eux-mêmes. »

#### Mon Lapin quotidien
En février 2017, l'association lance Mon Lapin Quotidien (ou MLQ), un journal de très grand format, de 16 pages en noir et blanc, qui paraît tous les trois mois. Il prend le relais de Lapin et de Mon Lapin.

## Catalogue

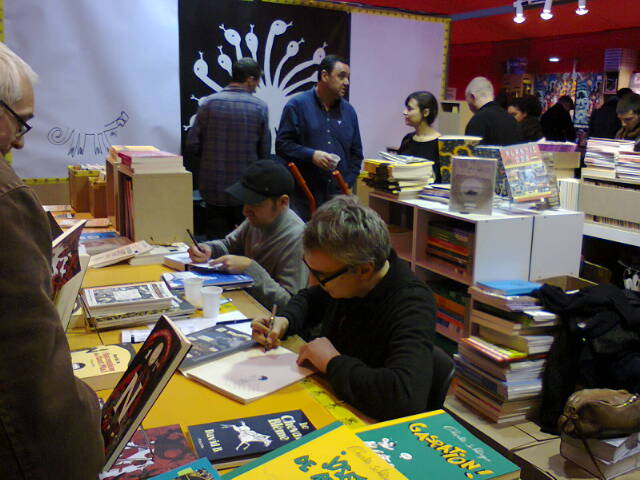
Lewis Trondheim et David B sur le stand de l'Association lors du Festival d'Angoulême 2013.

Le catalogue de l'Association, qui a fait sa réputation, se divise en diverses collections qui reposent sur des critères formels (dans un premier temps) comme thématiques. Il possède une grande cohérence.

### Des collections généralistes
Les collections généralistes de la maison d'édition sont les suivantes :
« Éperluette » accueille depuis 1991 des œuvres au format A4, parmi lesquelles Moins d'un quart de seconde pour vivre (Lewis Trondheim et Jean-Christophe Menu), Conte démoniaque (Aristophane), des bandes dessinées d'Edmond Baudoin et Max Andersson, les six volumes de L'Ascension du Haut Mal (David B.), Varlot soldat (Didier Daeninckx et Jacques Tardi), les rééditions de Gébé (notamment L'An 01) et Jean-Claude Forest.
- « Ciboulette », collection inaugurée en janvier 1992 par Le Cheval blême de David B., est la collection qui a popularisé le format roman (déjà approché par Les Humanoïdes Associés au début des années 1980, sans succès) dans la bande dessinée alternative. Y ont été publiés entre autres Journal d'un album (Dupuy-Berberian), Lapinot et les carottes de Patagonie (Trondheim), le Livret de phamille (Menu), Daddy's girl (Debbie Drechsler), les deux premiers récits de voyages de Guy Delisle, La Guerre d'Alan (Emmanuel Guibert), Klas Katt (Gunnar Lundkvist) et le livre à succès de l'éditeur, le million d'exemplaires vendus a été atteint en 2006[13], Persépolis de Marjane Satrapi. L'Association a également publié à ce format Lapin, revue de création[14], à un rythme soutenu de 1992 à 1999, et en 2001 à 2002, plus irrégulièrement depuis. Les plupart des livres à succès de l'Association appartiennent à ces deux collections généralistes, qui lui ont permis de bâtir son image « littéraire ».

- « Patte de mouche », apparue en 1995 dans sa forme actuelle mais qui existait déjà aux temps de l'AANAL, et dans une première formule avec couverture couleur en 1992 à l'Association, concerne de très courts récits (24 pages) petit format (10,5 x 15 cm). Imbroglio de Trondheim en est le livre le plus connu.[réf. souhaitée]

- « Mimolette », au format des « Ciboulette » mais d'un nombre de pages compris entre 32 et 48 et de fabrication moins onéreuse accueille des récits plus courts, à « vocation novelliste[15] ». De nombreux Mattt Konture, Pascin de Joann Sfar, les créations oubapiennes d'Étienne Lécroart en font partie.

- « Espôlette ». Fin 2007, à l'occasion de la réédition de Ma circoncision (Riad Sattouf) et de la parution d'un nouvel ouvrage d'Aleksandar Zograf, L'Association crée une nouvelle collection de format intermédiaire entre « Ciboulette » et « Côtelette ».

### Des collections thématiques et des ouvrages hors collection

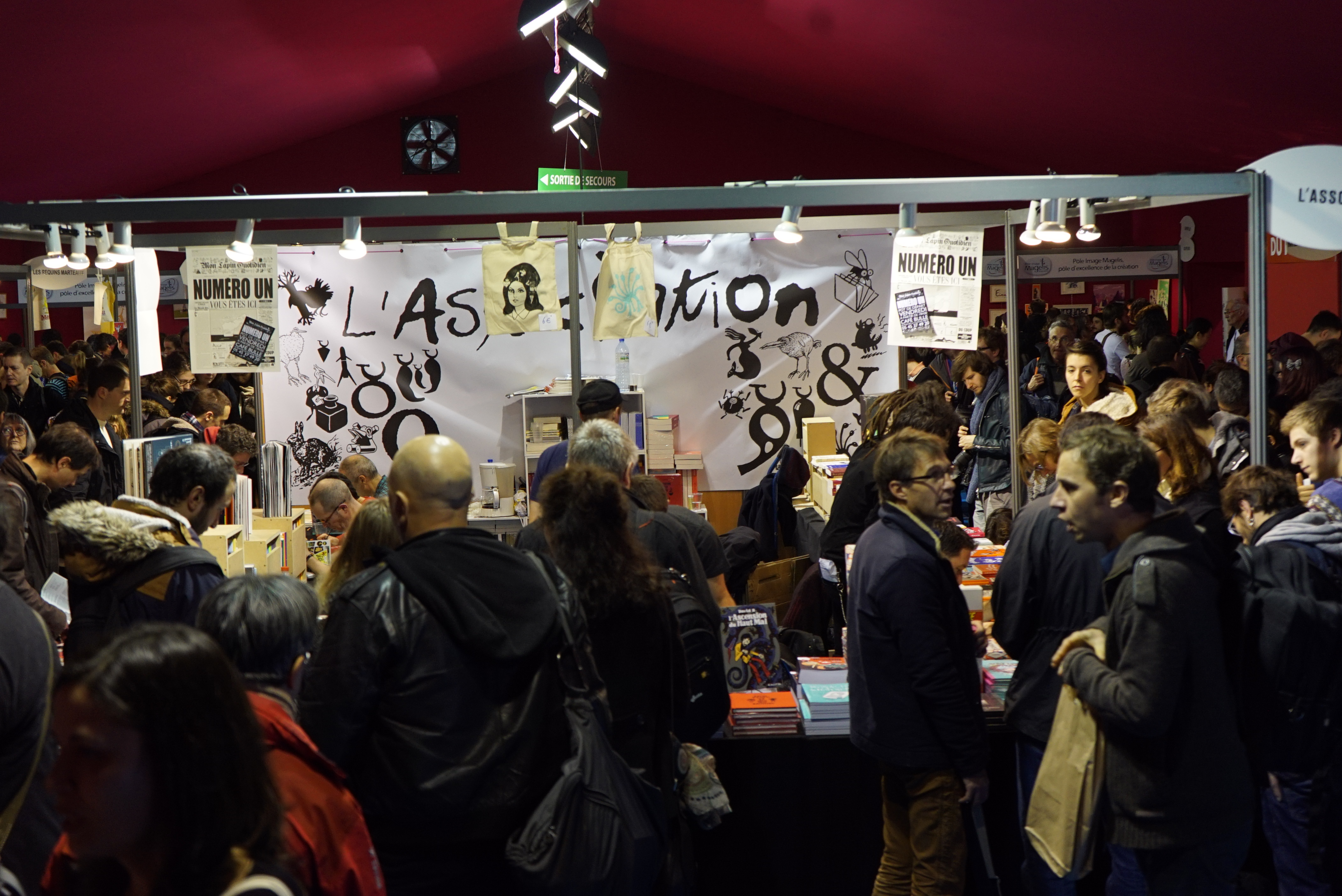
Sur le stand de l'Association lors du Festival d'Angoulême 2017.

Les collections créées entre 1997 et 2005 sont plus thématiques : « OuBaPo » publie les productions du groupe (des bandes dessinées au ScrOUBAbble) depuis 1997, « Côtelette », créée en 2002, regroupe des journaux (carnets de Joann Sfar, de Trondheim), des manuscrits dessinés (Julie Doucet, Luz) et divers ouvrages « s'adaptant à son petit format et à sa densité romanesque », « Éprouvette », créée en 2005, est consacrée aux essais critiques (sous forme textuelle ou dessinée), « Archives », créée la même année, accueille les travaux inédits des premiers auteurs de l'Association.
Depuis 1997, de plus en plus d'ouvrages sont publiés hors collection, pour diverses raisons (format nécessairement particulier, quadrichromie), comme le collectif de 2 000 pages Comix 2000, 676 apparitions de Killoffer (Patrice Killoffer), Bleu (Trondheim), les rééditions d'œuvres majeures de Jean-Claude Forest, du Sergent Laterreur (Touïs et Frydman), de M le magicien (Massimo Mattioli) ou de bandes d'Henriette Valium, les traductions de Quimby the Mouse (Chris Ware) ou des ouvrages de Matti Hagelberg. Hors collection, on trouve également quelques ouvrages d'art et un recueil de textes.
Il existe également des publications internes, offertes (jusqu'en 2006) ou réservées aux adhérents. Dans le cadre des adhésions, l'Association a ainsi édité un CD, un disque, un tarot de Marseille, une nappe décorée, un recueil d'entretiens, de nombreuses petites images à collectionner (jusqu'en 2004), de nombreuses bandes dessinées et informations sur la vie de l'Association, etc. Depuis 2006, les adhérents ne reçoivent plus que leur carton d'adhésion et une petite création pour le nouvel an. Ils ont cependant accès à un catalogue réservé leur offrant des éditions limitées et d'autres documents rares.

### CollectionÉperluette
Cette collection comprend les ouvrages suivants :
- Adieu mélancolie : scénario et dessins Goossens
- L'Affaire Madame Paul : scénario et dessins Julie Doucet
- Albert et les autres : scénario et dessins Guy Delisle
- Aline et les autres : scénario et dessins Guy Delisle
- L'Ascension du Haut Mal : scénario et dessins David B.
- L'Association au Mexique : scénario et dessins collectifs
- L'Association en Égypte : scénario et dessins collectifs
- L'Association en Inde : scénario et dessins collectifs
- Billet SVP : scénario et dessins Patrice Killoffer
- Le Bon Endroit : scénario et dessins Vincent Vanoli
- Le Chemin de Saint Jean : scénario et dessins Edmond Baudoin
- Conte démoniaque : scénario et dessins Aristophane
- Couma Aco : scénario et dessins Edmond Baudoin
- Éloge de la poussière : scénario et dessins Edmond Baudoin
- Gnognottes : scénario et dessins Jean-Christophe Menu
- Les héros ne meurent jamais : scénario et dessins Charles Berberian, Philippe Dupuy
- Incertain silence : scénario et dessins François Ayroles
- Lamort & Cie : scénario et dessins Lewis Trondheim
- Le Livre du mont-vérité : scénario et dessins Jean-Christophe Menu
- Meder : scénario et dessins Jean-Christophe Menu
- Moins d'un quart de seconde pour vivre : scénario et dessins Jean-Christophe Menu, Lewis Trondheim
- Mormol : scénario et dessins Vincent Sardon
- Mystérieuse matin, midi et soir : scénario et dessins Jean-Claude Forest
- Le Pays des trois sourires : scénario et dessins Lewis Trondheim
- Pixy : scénario et dessins Max Andersson
- Politique étrangère : scénario Lewis Trondheim ; dessins Jochen Gerner
- Le Portrait : scénario et dessins Edmond Baudoin
- La Route de Monterias : scénario et dessins Vincent Vanoli
- Sol Carrelus : scénario et dessins Florent Ruppert et Jérôme Mulot
- Sunnymoon : scénario et dessins Blutch
- Terrains vagues : scénario et dessins Edmond Baudoin
- Varlot soldat : scénario Didier Daeninckx ; dessins Jacques Tardi
- Verte campagne : scénario et dessins Jean-Michel Thiriet

Ce sont tous des one shots, à l'exception des séries L'Ascension du Haut Mal et Sunnymoon.

### Documentation

#### Monographies
- Groupe ACME, L'Association : Une utopie éditoriale et esthétique, Bruxelles, Les Impressions nouvelles, coll. « Réflexions faites », 2011 (ISBN 9782874491238)[19],[20].
- Benjamin Caraco, Une histoire de L'Association : Bande dessinée d'auteur et légitimité culturelle, Tours, Presses universitaires François-Rabelais, novembre 2024 (ISBN 978-2-86906-951-0, présentation en ligne).

#### Articles
- Évariste Blanchet, « Assemblée générale extraordinaire : Mélodrame », Bananas, no 6,‎ 2014.
- Benjamin Caraco, « La communication éditoriale : un outil de légitimation : Le cas de L’Association », Comicalités. Etudes de culture graphique,‎ septembre 2013.
- Jean-Philippe Martin, « L’irrésistible ascension de l'édition indépendante », 9e Art, CNBDI, no 5,‎ 2000.
- Elisabeth Chardon, « L'Association prête pour l'an 2000 », Le Temps,‎ 23 octobre 1999.
- Arnaud Malherbe, « Tapis rouge pour l'Association », L'Express,‎ 20 janvier 2000.
- Yaël Eckert, « L'Association fête ses dix ans. L'exposition consacrée à ce « laboratoire expérimental » qu'est L'Association est l'un des événements du 27e Festival d'Angoulême qui commence aujourd'hui », La Croix,‎ 27 janvier 2000.
- Jean-Claude Loiseau, « Ils ont fait leur bédé tout seuls. Leur seule règle : ne rien s'interdire. "L'Association» lance une nouvelle génération d'auteurs », Télérama,‎ 3 juillet 2010.
- « Les labels indépendants : L'Association », dans Guide totem : La BD, Larousse, 2002 (ISBN 9782035051301), p. 194.
- Virginie François, « L'Asso, entre deux eaux », dBD, no 15,‎ juillet-août 2007, p. 72-77.

#### Interviews et témoignages
- Collectif (int. par Jean-Pierre Mercier), Entretien avec Jean-Pierre Mercier, 07-09-1999, Paris, L'Association, décembre 2001 (ISBN 9782844143518). Entretien croisé des six cofondateurs de l'Association actifs en 1999.
- Collectif, Quoi !, L'Association, novembre 2011 (ISBN 9782844144386). Témoignages en bande dessinée de David B., Charles Berberian, Jean-Louis Capron, Jean-Yves Duhoo, Killoffer, Mokeït, Joann Sfar, Stanislas et Lewis Trondheim.
- Collectif, Assemblée générale extraordinaire : Mélodrame, Paris, L'Association, février 2013 (ISBN 9782844146823). Compte-rendu de l'assemblée générale du 11 avril 2011.